# En sång om glädje
En sång om glädje är ett program i SVT där svenska artister sjunger kristna sånger. Programmet hade premiär den 24 oktober 2010.

### Fotnoter
1. ↑  ”En sång om glädje”. Svensk mediedatabas. 24 oktober 2010-. http://smdb.kb.se/catalog/search?q=%22En+s%C3%A5ng+om+gl%C3%A4dje%22+typ%3Atv&sort=OLDEST. Läst 25 juni 2012.